# Allium omeiense
Allium omeiense är en amaryllisväxtart som beskrevs av Zheng Yin Zhu. Allium omeiense ingår i släktet lökar, och familjen amaryllisväxter. Inga underarter finns listade i Catalogue of Life.